# Laurie Antonioli
Laurie Antonioli (* 9. März 1958 in Marin County, Kalifornien) ist eine amerikanische Jazzsängerin und Liedtexterin, die die Vokalausbildung am California Jazz Conservatory leitet.

## Leben und Wirken
Antonioli begann mit 16 Jahren Gitarre zu spielen und führte eigene Musik, aber auch das zeitgenössische Songwriter-Repertoire auf. 1975 gewann sie den American Songwriters Contest für Highschuool-Studenten. Sie studierte Jazz am Mt. Hood College in Gresham (Oregon). Nach dem Abschluss gehörte sie der letzten Band von Pony Poindexter an, mit dem sie ausgiebig in Nordamerika, aber auch in Europa auf Tournee war. Nach einer ersten Babypause nahm sie ihr erstes Album auf, auf dem sie von George Cables begleitet wurde; 1987 war sie an Joe Bonners Album New Beginnings beteiligt. Nach einer weiteren Unterbrechung der Karriere zog sie nach Österreich, wo sie von 2002 bis 2006 lebte und an der Kunstuniversität Graz unterrichtete. Sie veröffentlichte zwei Alben für das Aachener Label Nabel Records; auf Foreign Affair wagte sie die Verschmelzung von Klängen aus Serbien und Montenegro mit dem Jazz.
Antonioli wechselte dann als Professorin an das California Jazz Conservatory in Berkeley,  um die Einrichtung zu leiten. Sie entwickelte dort ein Curriculum für die Vokalausbildung. Seit 2010 legte sie wieder Alben vor, zunächst American Dreams, das gute Kritiken erhielt, dann ein Album mit Songs von Joni Mitchell. Sie arbeitete auch mit Bobby McFerrin, Richie Beirach, Joe Henderson, Johannes Enders (Hotel Alba), Fritz Pauer, Sheila Jordan sowie Mark Murphy.

## Diskographische Hinweise
- Laurie Antonioli Soul Eyes (Catero Records 1985, mit George Cables)
- Foreign Affair (Nabel Records 2004, mit Johannes Enders, Armend Xhaferi, Nenad Vasilić, John Hollenbeck)[7][8]
- Richie Beirach & Laurie Antonioli The Duo Session (Nabel Records 2005; rec. 1992)
- American Dreams (Intrinsic Music 2010)
- Songs of Shadow, Songs of Light: The Music of Joni Mitchell (Origin Records 2014)[9]
- Laurie Antonioli & Richie Beirach Varuna (Origin Records 2015, teilweise mit Pepe Berns)
- The Constant Passage of Time (2019)